# 許仁卿
許仁卿，字天爵，號古泉，浙江臨海縣（今臨海市）人。明朝政治人物。

## 生平
嘉靖七年（1528年）戊子科應天鄉試第一名舉人（解元）。嘉靖二十年（1541年），任江西瑞州府知府，當地饑荒，榖價暴漲，仁卿多方救濟，并捐俸埋葬餓死者。任內還倡議修建仁濟橋。